# 1609
1609 (MDCIX) fue un año común comenzado en jueves según el calendario gregoriano.

## Acontecimientos
- Marzo - Se firma la Tregua de los doce años entre España y las Provincias Unidas de los Países Bajos, que supondrá un cese temporal de la guerra de Flandes.
- 9 de abril: Decreto de Felipe III de la expulsión de los moriscos de España con efecto a partir del 11 de septiembre.
- 10 de agosto: El galeón español San Francisco se hunde en una tormenta frente a las costas de Japón, con la pérdida de 56 hombres. Aferrándose a los restos flotantes, los supervivientes consiguen llegar a Yubanda, cerca de Onjuku, en la actual prefectura de Chiba.
- 25 de agosto: Galileo Galilei presenta y demuestra su primer telescopio al Senado de Venecia[1]
- 3 de septiembre: El barco neerlandés Half Moon, capitaneado por Henry Hudson, navega hacia el río Hudson en la actual Nueva York.[2]
- 11 de septiembre: Expulsión de los moriscos de Valencia según el edicto firmado por Felipe III en abril.
- 9 de octubre: Muere en Roma San Giovanni Leonardi fundador del Colegio Propaganda Fide y de la Ordo Matris Dei.
- 29 de noviembre: Se firma en Japón un tratado entre el noble español Rodrigo de Vivero, antiguo gobernador general de Filipinas, y el antiguo shogun Tokugawa Ieyasu, para el establecimiento de una factoría española en el este de Japón.
- 29 de diciembre: Se funda la ciudad de San Ignacio Guazú.
- fecha exacta desconocida:
  - Johannes Kepler publica las dos primeras leyes del movimiento planetario en su obra Astronomia Nova.[3]
  - Gaspar Yanga consigue la libertad de su pueblo en la zona de Veracruz (México)

## Arte y literatura

### Pintura

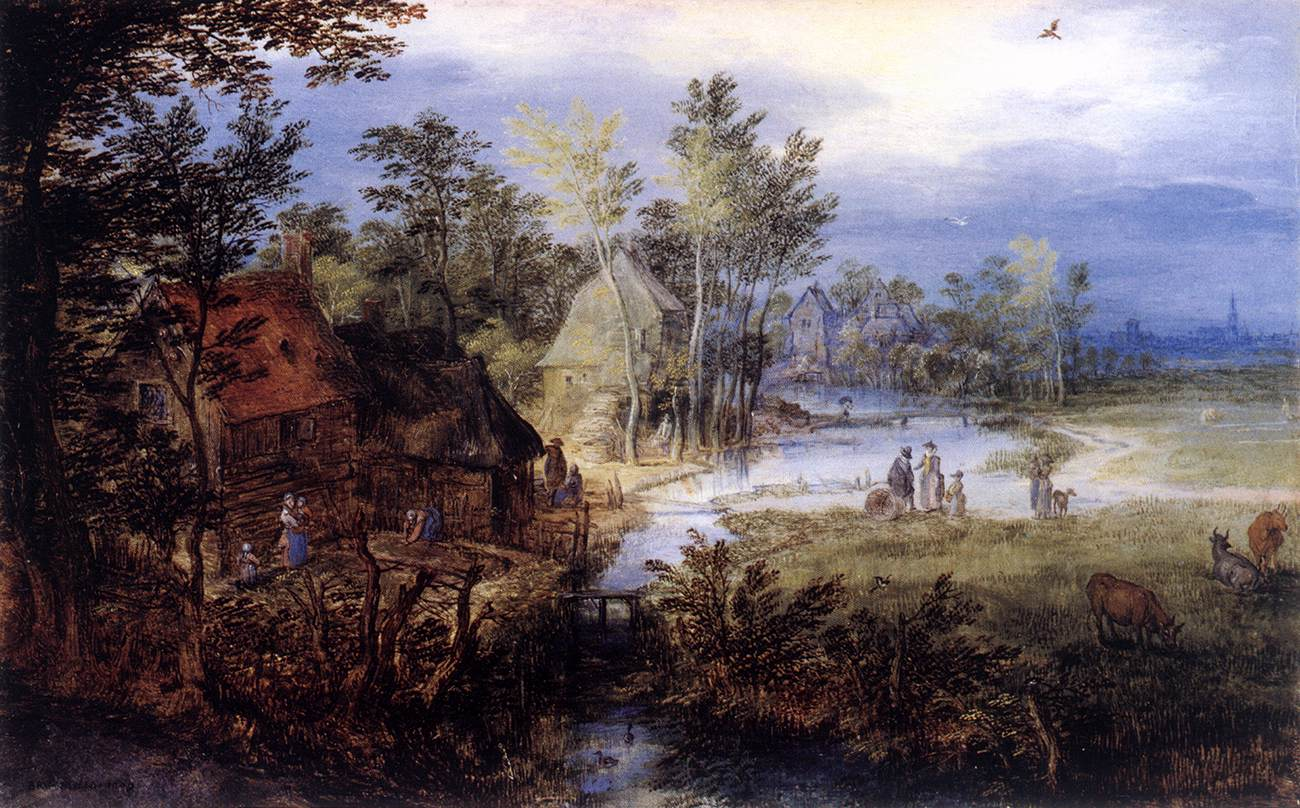
Jan Brueghel el Viejo: Escena pueblerina con figuras y vacas (1609).

- Bartolomé González y Serrano: Retrato de Margarita de Austria, reina de España.
- Caravaggio: Salomé con la cabeza del Bautista.
- El Greco: La expulsión de los mercaderes del templo.
- Jan Brueghel el Viejo: Escena pueblerina con figuras y vacas.
- Peter Paul Rubens: Autorretrato con su esposa Isabel Brant.

### Música
- Claudio Monteverdi: La fábula de Orfeo.

### Poesía
- Alonso Jerónimo de Salas Barbadillo: La patrona de Madrid restituida.
- Félix Lope de Vega: La Jerusalén conquistada, y Rimas (junto a Arte nuevo de hacer comedias en este tiempo en un mismo tomo).
- John Donne: A litany (Una letanía), uno de sus Divine poems (poemas divinos), contemporáneo a sus Holy Sonnets (Sonetos sagrados).
- Mathurin Régnier: Sátiras (primer tomo).
- William Shakespeare: Sonetos y el poema narrativo La queja de un amante (ambas obras poéticas en un mismo tomo).

### Teatro
- Ben Jonson: The Case is Altered, Epicoene, or the Silent Woman, y The Masque of Queens.
- Félix Lope de Vega: Arte nuevo de hacer comedias en este tiempo, La historia de Tobías y El duque de Viseo.
- William Shakespeare: Troilo y Crésida (obra ya representada c. 1602, y registrada en 1603) publicada por la primera vez.[4][5][6]

### Historia
- Inca Garcilaso de la Vega: primera parte de los Comentarios Reales de los Incas.
- Jerónimo Pujades: Crónica Universal del Principado de Cataluña.
- Marc Lescarbot: Historia de la Nueva Francia.

## Ciencia y tecnología
- Hugo Grocio publica Mare liberum (Mares libres).
- Cornelius Drebbel inventa el termostato.
- Johannes Kepler enuncia las dos primeras  leyes de Kepler[3]

## Nacimientos
- 20 de enero: Carlo Ceresa, pintor italiano (f. 1679)
- 22 de marzo: Juan II, Rey de Polonia y Gran Duque de Lituania (f. 1672).

## Fallecimientos
- 17 de febrero: Fernando I de Médici (n. 1549)
- 7 de octubre: Alvise dal Friso, pintor italiano (n. 1544)
- 9 de octubre: Juan Leonardi, sacerdote y santo italiano (n. 1541)
- Amyas Preston, corsario inglés (fecha de nacimiento desconocida)